# 우니베르숨후세트

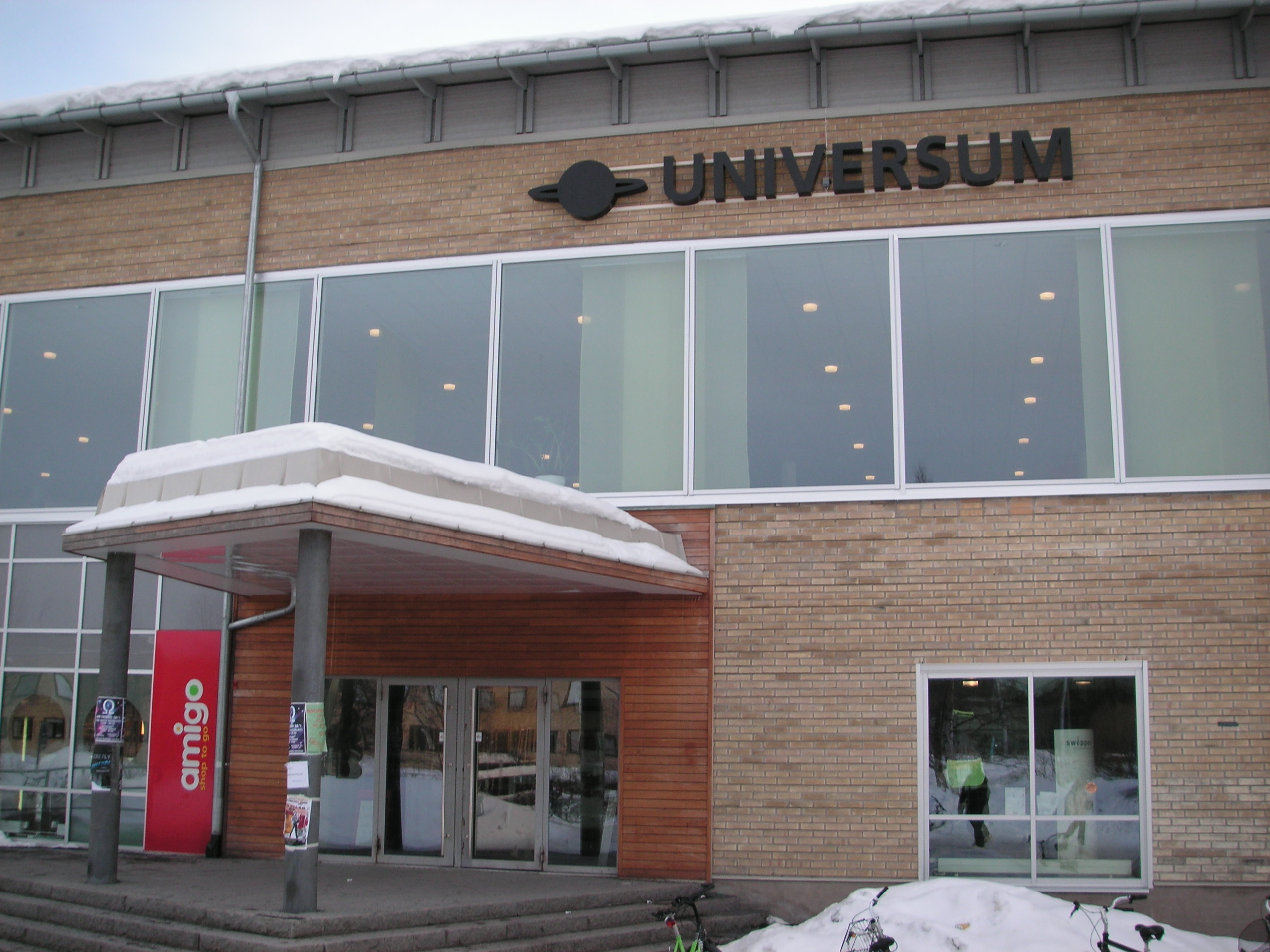
우니베르숨

우니베르숨후세트(스웨덴어: Universumhuset)는 스웨덴 우메오 대학교 캠퍼스에 있는 건물이다. 건물 안에는 좌석 수 1,000석의 아울라 노르디사 강당 (Aula Nordica)과 학생회 사무실, 레스토랑과 카페테리아 그룹 학습실 등이 있다. 우니베르숨후세트는 우주의 집이라는 뜻이며, 커뮤니티 센터로 설계되었다. 건물은 국유 자산 관리 회사 아카데미스카 후스 (Akademiska Hus)가 소유하고 있다.

## 같이 보기
- 우니베르숨